# Puebla de Beleña
Puebla de Beleña est une commune d'Espagne de la province de Guadalajara dans la communauté autonome de Castille-La Manche.

## Démographie
| 1991 | 1996 | 2001 | 2004 | 2006 | 2008 | 2011 |
| ---- | ---- | ---- | ---- | ---- | ---- | ---- |
| 33   | 37   | 40   | 52   | 49   | 66   | 56   |